# Clarkston (Washington)
Clarkston és una població dels Estats Units a l'estat de Washington. Segons el cens del 2000 tenia 7.337 habitants.

## Demografia
Segons el cens del 2000, Clarkston tenia 7.337 habitants, 3.120 habitatges, i 1.790 famílies. La densitat de població era de 1.467,8 habitants per km².
Dels 3.120 habitatges en un 29,9% hi vivien nens de menys de 18 anys, en un 37,1% hi vivien parelles casades, en un 15,7% dones solteres, i en un 42,6% no eren unitats familiars. En el 35,7% dels habitatges hi vivien persones soles el 15,6% de les quals corresponia a persones de 65 anys o més que vivien soles. El nombre mitjà de persones vivint en cada habitatge era de 2,26 i el nombre mitjà de persones que vivien en cada família era de 2,92.
Per edats la població es repartia de la següent manera: un 25,7% tenia menys de 18 anys, un 9,7% entre 18 i 24, un 26,6% entre 25 i 44, un 20% de 45 a 60 i un 18% 65 anys o més.
L'edat mediana era de 36 anys. Per cada 100 dones de 18 o més anys hi havia 79,3 homes.
La renda mediana per habitatge era de 25.907 $ i la renda mediana per família de 32.093 $. Els homes tenien una renda mediana de 31.434 $ mentre que les dones 20.654 $. La renda per capita de la població era de 14.673 $. Aproximadament el 15,5% de les famílies i el 20,6% de la població estaven per davall del llindar de pobresa.

## Poblacions més properes
El següent diagrama mostra les poblacions més properes.